# 棒赛镇
棒赛镇，又名九谷（羅馬化：Kyu Koke），是緬甸聯邦第一特區勐古縣勐博区下辖的一个镇。该镇位于勐古镇以西25公里处，与中国畹町镇隔岸相望。镇上有一个边境检查站。

## 历史
2016年11月20日，缅军99师与克钦6旅在棒赛、勐古一带爆发武装冲突，并有流弹落入中国境内，中国居民的太阳能热水器的水箱被流弹打穿。
2023年11月19日，三兄弟联盟部队占领棒赛和棒赛口岸，并于11月28日正式成立棒赛镇人民政府。